# كيت باينز
كيت باينز (بالإنجليزية: Kate Baines)‏ هي ممثلة بريطانية، ولدت في 18 يوليو 1978 في دونكاستر في المملكة المتحدة.

## وصلات خارجية
- كيت باينز على موقع IMDb (الإنجليزية)
- كيت باينز على موقع قاعدة بيانات الفيلم (الإنجليزية)